# Nomesino
Nomesino è una frazione del comune di Mori in provincia autonoma di Trento.

## Storia
Nomesino è stato un comune italiano istituito nel 1920 in seguito all'annessione della Venezia Tridentina al Regno d'Italia. Nel 1924 è stato aggregato al comune di Pannone, assieme a Manzano, Chienis e Ronzo; il territorio è poi passato al comune di Mori.

## Monumenti e luoghi d'interesse

### Architetture religiose
- Chiesa di San Martino
- Chiesa di Sant'Agata in località Corniano